# Garrett Hedlund
Garrett John Hedlund, född 3 september 1984 i Roseau i Minnesota, är en amerikansk skådespelare med svenskt påbrå.

## Tidigt liv och familj
Garrett Hedlund växte upp på en gård i Minnesota, men familjen flyttade sedan till Scottsdale i Arizona. Där började han ta privata dramalektioner. Efter att ha tagit examen vid Horizon High School i Phoenix i Arizona flyttade han till Los Angeles för att börja en skådespelarkarriär.
Hans familj består av föräldrarna Robert Hedlund och Kirsti, född Yanish, samt äldre syskonen Nathaniel och Amanda. Föräldrarna skilde sig när Hedlund var liten. Fadern är av svensk härkomst. Hans farfar var svensk.

## Karriär
Garrett Hedlunds första jobb var ett modelljobb för Teen Magazine när han gick andra året i high school. Han spelade amerikansk fotboll i ett år när han gick i high school. Har alltid varit intresserad av att spela teater, modella och fotografering.
Hedlund fick rollen i filmen Troja som Patrokles, kusin till Akilles (spelad av Brad Pitt) bara månader efter det att han flyttat till Los Angeles för att satsa på en karriär som skådespelare.
Inför inspelningen av Troja gick Hedlund upp i vikt, och inför inspelningen av Friday Night Lights lade han på sig ytterligare några kilon för att sedan slimma ner sig inför rollen som Jack Mercer i Four Brothers. Han färgade håret svart inför Eragon och han lät håret växa till Georgia Rule för att sedan raka av sig det till inspelningen av Death Sentence.

## Privatliv
Hedlund hade ett förhållande med Kirsten Dunst mellan 2012 och 2016.
I mars 2019 inledde Hedlund ett förhållande med skådespelerskan Emma Roberts. I augusti 2020 tillkännagavs att de väntade sitt första barn.

## Filmografi (urval)
- 2003 – The Original Donut Chronicles - Frank (filmen släpptes aldrig)
- 2004 – Troy - Patroclus
- 2004 – Friday Night Lights - Don Billingsley
- 2005 – Four Brothers - Jack "Cracker Jack" Mercer
- 2006 – Eragon - Murtagh
- 2007 – Georgia Rule - Harlan Wilson
- 2007 – Death Sentence - Billy Darley
- 2010 – Tron: Legacy - Sam Flynn
- 2011 – Country strong - Beau Williams
- 2012 – On the Road - Dean Moriarty
- 2013 – Inside Llewyn Davis - Johnny Five
- 2014 – Unbroken - John Fitzgerald
- 2014 – Lullaby - Jonathan
- 2015 – Mojave - Thomas
- 2015 – Pan - Hook
- 2016 – Billy Lynn's Long Halftime Walk - 	Sgt. Dime